# 保利嫩奥厄
保利嫩奥厄（德語：Paulinenaue）是德国勃兰登堡州的一个市镇，隶属于哈弗尔兰县。总面积为31.6平方千米，截至2020年总人口为1348人。